# اونوره شوه

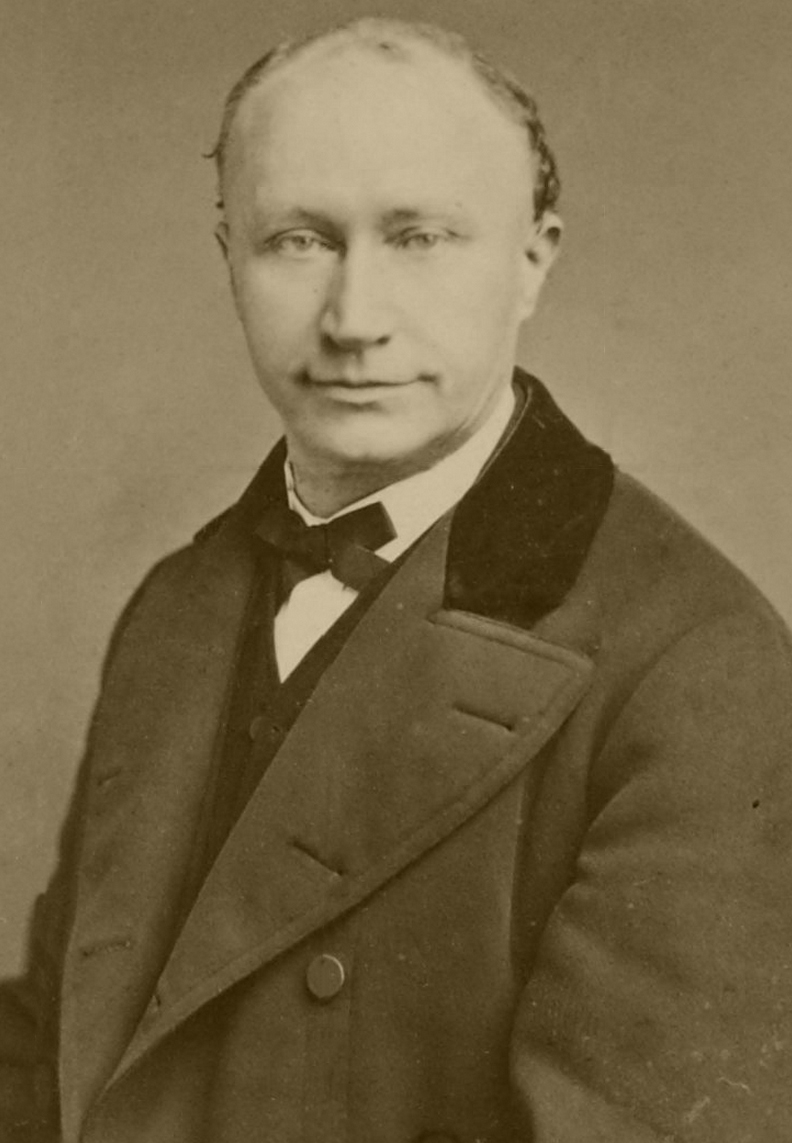

اونوره شَوه (به فرانسوی: Honoré Chavée) (۱۸۷۷–۱۸۱۵) زبانشناس بلژیکی بود که در بلژیک و فرانسه چهره‌ای شناخته شده بود.
وی در زبان‌های سامی و زبان‌های آریایی (نامی که خود وی برای خانواده زبان‌هایی که امروزه هندواروپایی و در زبان آلمانی هندوژرمنی و به تازگی هندوآناتولیایینامیده شده‌اند، برگزیده بود) پژوهش نموده و کتابهایی دارد. در دانشگاه لووَن، شاید زیر نظر نِو، به زبان سانسکریت دل بسته بود.
او نخست در زادگاه خود نامور آموزش کشیشی کاتولیک دید و در ۱۸۳۸ به جامه کشیشان درآمد؛ در این کار تا ۱۸۴۴ ماند سپس به فراماسونری گروید. پیش از آنکه در ۱۸۴۵ به فرانسه برود، در آموزشگاه نظامی بلژیک سخنرانی ای دربارهٔ دستور زبان سنجشی انجام داد.
از برجسته‌ترین کارهای وی در فرانسه، بنیادگذاری نخستین مجله دربارهٔ زبانشناسی با همکاری شاگرد نامدارش آبِل اووِلاک، با نام بررسی زبانشناسی و واژه‌شناسی سنجشی بود.
از سال ۲۰۰۱ یکی از دانشگاه‌های ادبی کهن در فرانسه، جایزه ای را برای برانگیختن بررسی‌های زبانشناسی بویژه در زمینه زبان‌های رومی (ایتالیایی، فرانسوی، اسپانیایی، پرتغالی، رومانیایی،...) به یاد و بزرگداشت او به بهترین این پژوهش‌ها می‌دهد.